# Bramming Boldklub
Bramming Boldklub is een Deense voetbalclub uit Bramming. De club werd opgericht in 1903. De thuiswedstrijden worden in het Bramming Stadion gespeeld. De clubkleuren zijn geel-blauw.